# Wismarer Hügel-Fingerkraut
Das Wismarer Hügel-Fingerkraut (Potentilla wismariensis) ist eine im Jahr 2001 neu beschriebene Pflanzenart aus der Gattung der Fingerkräuter (Potentilla) in der Familie der Rosengewächse (Rosaceae). Es gehört zur Potentilla collina agg. (Hügel-Fingerkraut)-Gruppe.

## Beschreibung

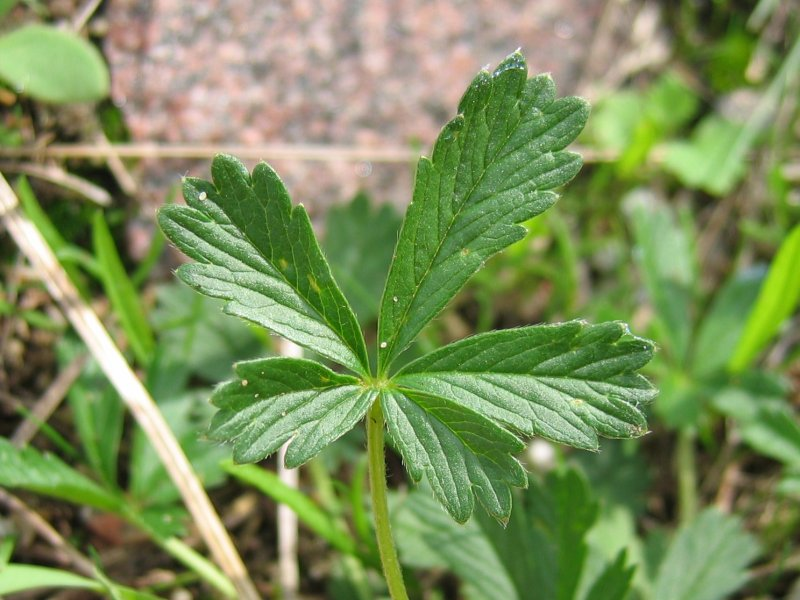
Grundblatt des Wismarer Hügel-Fingerkrauts

### Vegetative Merkmale
Das Wismarer Hügel-Fingerkraut ist eine mehrjährige, krautige Pflanze, eine Pleiokormstaude, deren Erneuerungsknospen im Bereich des Wurzelhalses liegen. Kennzeichnend für das Wismarer Hügel-Fingerkraut sind die zur Blütezeit nicht blühenden Triebe.
Die fünf- bis siebenzeiligen Grund- und Stängelblätter sind gestielt und tragen oberseits 0,6 Millimeter lange Haare. Unterseits, auf den Nerven und am Rand, sind die Haare 0,7 Millimeter lang, zwischen den Nerven etwa 0,2 Millimeter lang und geschlängelt, nicht filzig. Die Blattstiele sind schwach filzig und spärlich mit bis zu 1 Millimeter langen Haaren besetzt. Die endständigen verkehrt-eiförmigen Endfiedern der Grundblätter haben eine keilförmige Basis. Sie sind im oberen Viertel bis Drittel gesägt mit meist fünf Zähnen, wobei der mittlere Zahn meist nicht vorsteht (siehe Abbildung). Die Nebenblatt-Öhrchen der Grundblätter sind linealisch, jene der mittleren und oberen schief gestreckt-eiförmig. Die oberen Stängelblätter sind dreiteilig. Die keilförmigen, länglich verkehrt-eiförmigen, unterseits schwach filzig behaarten Endblättchen sind im unteren Bereich ungeteilt, oben tragen sie drei Zähne. 

### Generative Merkmale
Die Blütezeit reicht von Mai bis Oktober. Die Blütentriebe des Wismarer Hügel-Fingerkrauts wachsen aufrecht und sind ab der Mitte verzweigt. Sie tragen einen Haarfilz und längere gerade Haare. die Blütenstiele sind 10 bis 25 Millimeter lang. Die zwittrigen Blüten sind bei einem Durchmesser von etwa 13 Millimetern radiärsymmetrisch und fünfzählig. Der Kelch ist dicht behaart und diese Haare sind bis zu 1 Millimeter lang und geschlängelt. Die äußeren Kelchblätter sind elliptisch, die inneren dreieckig. Die den Kelch weit überragenden Kronblätter sind bei einer Länge von etwa 5 Millimetern verkehrt-eiförmig, ausgerandet und goldgelb. Der Griffel ist etwa 1 Millimeter lang mit schwach verdickter Basis.
Der Fruchtboden ist behaart. Die Nüsschen sind etwa 1,3 Millimeter lang und 0,9 Millimeter breit.

## Verbreitung, Standort und Taxonomie
Das Wismarer Hügel-Fingerkraut ist etwa seit den 1930er Jahren aus der Umgebung der Wismarbucht in Mecklenburg-Vorpommern bekannt. Dort wurde diese Art zunächst mit dem illegitimen Namen Potentilla sordida bezeichnet. Mögliche weitere, noch ungeprüfte Vorkommen liegen in Südschweden. Die derzeit bekannten Vorkommen in der Wismarbucht liegen auf sandig-kiesigen Böden in magerrasenähnlicher Vegetation im Bereich von Strandwällen, die durch häufige Störungen wie Sandabbau oder Aufschüttungen verändert sind. Beobachtungen zufolge reagiert die Pflanze positiv auf mäßige Störungen der Bodenoberfläche und scheint durch extensive Beweidung gefördert zu werden.

## Belege
- T. Gregor, H. Henker: Potentilla wismariensis T. Gregor & Henker sp. nova, ein Fingerkraut der Wismarbucht (Mecklenburg-Vorpommern, Deutschland). In: Feddes Repertorium, Band 112, 5–6, 2001, S. 321–330.

## Weiterführende Literatur
- U. Voigtländer, H. Henker: Rote Liste der Farn- und Blütenpflanzen Mecklenburg-Vorpommerns 5. Fassung, Stand November 2005. Umweltministerium Mecklenburg-Vorpommern, Schwerin, 60 S.